# Péninsule de King
La péninsule de King est une péninsule de la côte d'Antarctique occidental au nord-ouest de la terre d'Ellsworth. Large de 40 km et longue de 200 km, elle s'étend au sud de l'île Thurston et forme la rive méridionale du détroit du Peacock. Elle sépare la barrière de Cosgrove à l'ouest, sur la mer d'Amundsen, de la barrière d'Abbot à l'est, sur la mer de Bellingshausen. Elle se termine par le cap Waite, qui sépare la côte de Walgreen à l'ouest de la côte de Eights à l'est. Elle a été baptisée en l'honneur de l'amiral Ernest King, commandant en chef de la Flotte des États-Unis et le Chef des Opérations navales au cours de la Seconde Guerre mondiale.